# 이스피뉴

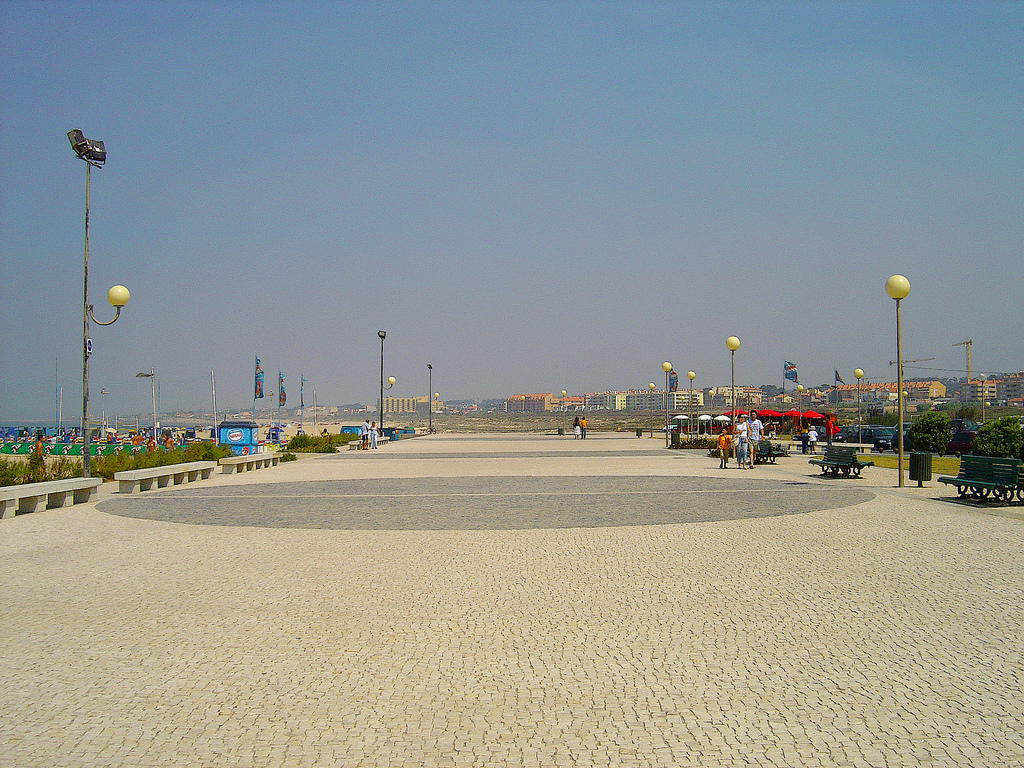
이스피뉴

이스피뉴(포르투갈어: Espinho)는 포르투갈 아베이루 현에 위치한 도시로 면적은 21.06km2, 인구는 32,786명(2011년 기준), 인구 밀도는 1,600명/km2이다.

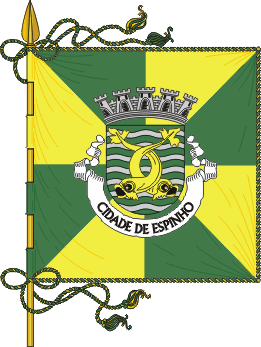
시기
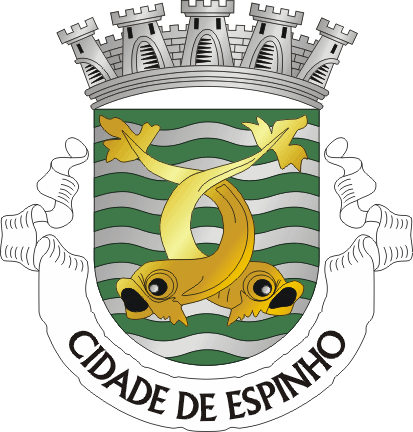
시 문장